# ドクター・ドリトル2
『ドクター・ドリトル2』（Dr. Dolittle 2）は、2001年に公開されたアメリカ合衆国の映画。1998年に公開された、『ドクター・ドリトル』の続編である。

## あらすじ
前作のトラの手術の一件から「動物の言葉が解る医者」として認知されたジョン・ドリトルは、動物と人間の医者を掛け持ちする多忙な日々を送っていた。そんなジョンの家庭も以前とは少し変わり、次女のマヤは父親の遺伝を信じ、ひたすら愛犬のラッキーとの会話をしようと試みていた。一方で長女シャリースは父親の特殊な能力を知って以来動物嫌いになり、家族との触れ合いを一切拒絶し続けるようになった。そんなシャリースは、お得意先のピザの配達人のエリックと恋に落ちていた。それを嫌がったジョンはシャリースの誕生パーティーを自宅で開くが、シャリースはそのパーティーにエリックを招き、ジョンは彼女を子供扱いした挙句、用意したケーキがネズミの悪戯のせいで台無しになってしまい、彼女を怒らせてしまう。ジョンは仲直りするために海外旅行を提案するが、その日の夜にビーバーが訪れ、「山に来てアライグマのジョーイに会って欲しい」と依頼される。
翌朝、ジョンは山に向かいジョーイと面会し、彼から「土地開発による森林伐採から山を救ってほしい」と依頼される。ジョンは弁護士である妻リサに相談し、政府を相手に裁判を起こす。しかし、土地開発を担当する企業から相手にされず裁判は終了するが、リサは絶滅寸前で人間の手に飼われているクマのオスを野生に返し、同種の野生のクマのメスと交尾させて種を存続させることを提案し、ダフ判事は1か月間の猶予期間を与える。ジョンは早速その飼われているクマがいるサーカスを訪れるが、クマのアーチーは人間社会での生活に馴染んでしまい、野生の知識は全く持ち合わせていなかった。ジョンは無理やりアーチーを山に連れ出してメスのエヴァに会わせるが、彼女は野性味を感じさせないアーチーに全く興味を持たなかった。ジョンはアーチーを野生のクマにするため特訓するが、アーチーは期待に応えられずに山の動物たちからも見放されてしまう。一方、ジョンもリサやシャリースとの関係が上手くいかずに悩んでいた。
ジョンは二人きりの時間を作ってリサとの関係を修復し、一方のアーチーもエヴァに恋をしたため、ジョンの特訓を真剣に受けるようになり、彼女から次第に認められるようになる。これを知った開発企業の社長ジョゼフ・ポッターはジョンに取引を持ち掛けて森林伐採を進めようとするが、ジョンに取引を断られてしまう。一方、エヴァには別種のクマの恋人がいることが発覚する。「頭が悪くても頼り甲斐のあるオスの方が良い」と言われたアーチーは奮起し、何匹ものクマを死に追いやった崖の先にあるハチミツを取ろうと試み、見事成功させる。その姿を見たエヴァはアーチーをパートナーに選び、二匹はじゃれ合うが、アーチーはポッターの部下に麻酔銃を撃たれ、「町に降りて民家を襲った」として警察に捕獲されてしまう。事件が報道されると、ダフ判事は猶予の取り消しを決定する。
ジョンとリサは動物たちから真相を聞き出して裁判所に訴えるが、証人が動物だと知った裁判所は訴えを却下し、アーチーをメキシコのサーカスに引き渡すように命令する。ジョンはアーチーのいる檻に向かい彼を励ますが、そこにシャリースが現れアーチーと話し出す。シャリースは父親と同様に動物と話が出来るようになったことを語り、ジョンと和解する。ジョンはアーチーを助け出すため、山の動物たちに協力を依頼して開発企業を襲撃し、さらに呼応した競走馬やペットの動物たちも一斉にストライキを始める。慌てたポッターはジョンに連絡を取り、ジョンは動物たちと話し合うように提案する。話し合いの結果、ポッターは山の伐採を取り止め、アーチーも解放される。山に戻ったアーチーはエヴァと結ばれ、三匹の子グマを産む。

## キャスト
| 役名                       | 俳優                                         | 日本語吹替                          | 日本語吹替 | 日本語吹替                                                             |
| 役名                       | 俳優                                         | 劇場公開版                          | テレビ東京版 | テレビ朝日版                                                           |
| -------------------------- | -------------------------------------------- | ----------------------------------- | --- | ---------------------------------------------------------------------- |
| ドクター・ドリトル         | エディ・マーフィ                             | 江原正士                            | 下條アトム | 山寺宏一                                                               |
| リサ・ドリトル             | クリステン・ウィルソン                       | 高島雅羅                            | 高島雅羅 | 日野由利加                                                             |
| ジョゼフ・ポッター         | ジェフリー・ジョーンズ                       | 池田勝                              | 土師孝也 | 郷里大輔                                                               |
| ジャック・ライリー         | ケヴィン・ポラック                           | 金尾哲夫                            | 田原アルノ | 金尾哲夫                                                               |
| シャリース・ドリトル       | レイブン・シモーネ                           | 坂本真綾                            | 坂本真綾 | 永田亮子                                                               |
| マヤ・ドリトル             | カイラ・プラット                             | 出口佳代                            | 増田ゆき | 藤田瑞希                                                               |
| エリック                   | リル・ゼーン                                 | 浪川大輔                            | 浜田賢二 | 小森創介                                                               |
| ユージーン・ウィルソン     | アンディー・リッチャー                       | 茶風林                              | 坂東尚樹 | 藤原堅一                                                               |
| エルドン                   | ジェームズ・アベリー                         | 宝亀克寿                            | 高宮武郎 | 五王四郎                                                               |
| エルドンの妻               | エレイン・テイラー                           |                                     | | 森口芽衣                                                               |
| ダフ判事                   | ビクター・レイダー＝ウェクスラー             | 中博史                              | 中博史 | 秋元羊介                                                               |
| 秘書                       | デニース・ダウス                             | 野沢由香里                          | | 田村聖子                                                               |
| クロコダイルハンター       | スティーブ・アーウィン（カメオ出演）         | 水内清光                            | 船木真人 | 相沢正輝                                                               |
| 動物                       |                                              |                                     | |                                                                        |
| クマのアーチー             | タンク・ザ・ベア （声 - スティーヴ・ザーン） | 内田直哉                            | 長島雄一 | 山口勝平                                                               |
| クマのエヴァ（声）         | リサ・クドロー                               | 日野由利加                          | 田中敦子 | 根谷美智子                                                             |
| カメレオンのペピート（声） | ジェイコブ・バルガス                         | 高木渉                              | 遊佐浩二 | 緒方賢一                                                               |
| アライグマのジョーイ（声） | マイケル・ラパポート                         | 檀臣幸                              | 高木渉 | 山野井仁                                                               |
| クマのソニー（声）         | マイク・エップス                             | 水内清光                            | 西凛太朗 | 相沢正輝                                                               |
| ポッサム（声）             | アイザック・ヘイズ                           | 後藤哲夫                            | 島田敏 | 天田益男                                                               |
| 酔っ払いサル（声）         | フィル・プロクター                           | 真殿光昭                            | 遊佐浩二 | 岩崎ひろし                                                             |
| 動物園のクマ1（声）        | セドリック・ジ・エンターテイナー             | 宝亀克寿                            | |                                                                        |
| 動物園のクマ2（声）        | ジョン・ウィザースプーン                     | 後藤哲夫                            | | 西凛太朗                                                               |
| イヌ（声）                 | デヴィッド・クロス                           |                                     | |                                                                        |
| ハチ（声）                 | クライド・クサツ                             |                                     | |                                                                        |
| ハチ（声）                 | キーオン・ヤング                             |                                     | |                                                                        |
| サカナ、ネズミ（声）       | ジョン・ディマジオ                           |                                     | |                                                                        |
| オスのカメ（声）           | トム・ケニー                                 | 中博史                              | | 秋元羊介                                                               |
| メスのカメ（声）           | ルネ・テイラー                               | 野沢由香里                          | | 田村聖子                                                               |
| リス（声）                 | ジョーイ・ローレン・アダムス                 | 佐藤ゆうこ                          | |                                                                        |
| ビーバー（声）             | リチャード・C・サラフィアン                  | 八奈見乗児                          | 八奈見乗児 | 内海賢二                                                               |
| 犬のラッキー（声）         | ノーム・マクドナルド                         | 牛山茂                              | 水島裕 | 山路和弘                                                               |
| ホワイトウルフ（声）       | アーノルド・シュワルツェネッガー             | 大川透                              | 西凛太朗 | 若本規夫                                                               |
| その他                     | N/A                                          | 坂東尚樹 林玉緒 藤原美央子 下山吉光 | 中博史 多田野曜平 斎藤志郎 宮寺智子 羽村京子 すずき紀子 渡辺久美子 高宮武郎 恒松あゆみ 根本圭子 あさむらまほり 船木真人 | 田村健亮 勝杏里 五王四郎 青山穣 武虎 恒松あゆみ 白熊寛嗣 鶴岡聡 武田華 |
|                            |                                              |                                     | |                                                                        |
| 演出                       |                                              | 蕨南勝之                            | 蕨南勝之 | 鍛治谷功                                                               |
| 翻訳                       | 松浦美奈                                     | 徐賀世子                            | 徐賀世子 | 徐賀世子                                                               |
| 調整                       |                                              |                                     | 飯村靖雄 | 長井利親                                                               |
| 効果                       |                                              |                                     | リレーション | リレーション                                                           |
| 制作                       |                                              | ビデオテック                        | ブロードメディア | ブロードメディア                                                       |
| 初回放送                   |                                              | 発売ソフトに収録                    | 2005年11月29日 19:00-20:54 『ファミリー シネマスペシャル』                                                              | 2007年9月16日 21:00-22:54 『日曜洋画劇場』                             |

## スタッフ
- 監督 - スティーヴ・カー
- 原作 - ヒュー・ロフティング
- 製作 - ジョン・デイヴィス
- 脚本 - ラリー・レビン
- 撮影 - ダリン・オカダ
- 編集 - クレイグ・P・ハーリング
- 音楽 - デヴィッド・ニューマン
- 美術 - ウィリアム・サンデル